# Cyclopoida
I ciclopoidi (Cyclopoida) sono un ordine di crostacei copepodi.
I ciclopoidi si distinguono dagli altri copepodi per via del primo paio di antenne, che sono più corte della testa e del torace, mentre il secondo paio di antenne ha un solo ramo. La giuntura principale è fra il quarto e il quinto segmento del torace.

## Famiglie
Cyclopoida contiene 4 sottordini e una famiglia incerte saedis
- Cyclopicinida Khodami, Vaun MacArthur, Blanco-Bercial & Martinez Arbizu, 2019
- Cyclopida Khodami, Vaun MacArthur, Blanco-Bercial & Martinez Arbizu, 2019
- Ergasilida Khodami, Vaun MacArthur, Blanco-Bercial & Martinez Arbizu, 2019
- Oithonida Khodami, Vaun MacArthur, Blanco-Bercial & Martinez Arbizu, 2019

- Famiglia Cyclopoida incertae sedis